# František Kohout (cyklista)
František Kohout (11. února 1860 Smíchov – 8. listopadu 1918 Praha) byl český podnikatel, cyklista a cyklistický závodník, průkopník tohoto sportu. Roku 1881 se stal předsedou Klubu českých velocipedistů Smíchov, prvního cyklistického klubu v českých zemích.

## Život

### Mládí
Narodil se na Smíchově jako nejstarší syn majitele smíchovské strojírenské továrny Jana Kohouta, jeho bratři Josef, Václav a Petr byli později také cyklistickými závodníky. Otec se usídlil na Smíchově a roku 1849 zde otevřel svou továrnu na výrobu mlýnských a hospodářských strojů poblíž silnice na Strakonice, č. p. 352 (pozdější ulice Svornosti). Ve svém podnikání byl mimořádně úspěšný, jeho firma realizovala nespočet stavebních a výrobních zakázek, především pro zařízení výrobních provozů parních mlýnů, lihovarů, pivovarů či cukrovarů. František absolvoval základní a střední vzdělání.

### Cyklistika
Roku 1879 pobýval u Kohouta na návštěvě na Smíchově anglikánský farář James Piricho, jehož synovec William Crowl s sebou přivezl svůj velociped značky Excelsior. Exhibiční jízdě na dvoře Kohoutovy továrny byli přítomni Jan Kohout, synové František a Josef a další. Stroj všechny přítomné nadchnul a poté, co jej vyzkoušel pražský jezdec na kostitřasu Otto Schulz, okamžitě u Kohouta objednal výrobu takového velocipedu s kluznými ložisky. Firma zakázku dokázala splnit a již na sklonku téhož roku vyrobila tři kusy kol, pro Schulze a také pro Kohoutovy syny Františka a Josefa. a podnikl na něm jízdu z Prahy do Plzně. První prototypy s dřevěnými prvky se pro delší jízdu ukázaly nevhodné, hned roku 1880 byly vyrobeny tři nové stroje, tentokrát v celokovové konstrukci, na kterých dojeli Josef a František Kohoutovi za velkého zájmu tisku na kole z Prahy do Vídně za dva a půl dne. V roce 1881 založili Klub českých velocipedistů Smíchov jako historicky první český sportovní klub a přesvědčili otce Kohouta, aby sortiment svých výrobků rozšířil o kola, už kovová a vysoká.
Na základě tohoto typu stroje pak firma začala velicipedy vyrábět od roku 1880 sériově pod značkou Kohout. Oba jeho synové se úspěšně věnovali cyklistickým závodům. František se, stejně jako jeho bratři, úspěšně věnoval cyklistickému závodění. Po smrti otce roku 1884 Jan Kohout zemřel, František poté závodění zanechal a převzal rodinný podnik. Výroba velocipedů byla ve smíchovské továrně Kohout ukončena roku 1891, za tu dobu opustilo brány závodu mezi 700 a 900 kusy velocipedů Kohout.

### Úmrtí
František Kohout zemřel v Praze 8. listopadu 1918 ve věku 58 let.